# Homécourt
Homécourt ist eine französische Gemeinde mit 6250 Einwohnern (Stand 1. Januar 2022) im Département Meurthe-et-Moselle in der Region Grand Est (vor 2016 Lothringen). Sie gehört zum Arrondissement Val-de-Briey und ist Mitglied im Gemeindeverband Communauté de communes Orne Lorraine Confluences. Die Bewohner werden Homécourtois und Homécourtoises genannt.
Die Gemeinde erhielt 2023 die Auszeichnung „Zwei Blumen“, die vom Conseil national des villes et villages fleuris (CNVVF) im Rahmen des jährlichen Wettbewerbs der blumengeschmückten Städte und Dörfer verliehen wird.

## Geografie
Homécourt liegt am Fluss Orne im nördlichen Teil des Départements an der Grenze zum benachbarten Département Moselle. Homécourt wird umgeben von den Nachbargemeinden Val de Briey im Norden, Jœuf im Nordosten, Montois-la-Montagne (Département Moselle) im Osten, Sainte-Marie-aux-Chênes (Département Moselle) im Südosten und Süden, Auboué im Süden und Westen sowie Moutiers im Nordwesten.

## Geschichte
Homécourt wird erstmals im 12. Jahrhundert erwähnt. Ein Wucourt bzw. Vuecourt wird bereits 1132 erwähnt. Die Ruinen der Burganlagen trugen den Namen castrum Rista nach der Familie Riste de Lunéville und wurden 1215 von Graf Heinrich II. von Bar geschleift.
Ab dem Deutsch-Französischen Krieg 1870/71 bis nach dem Ersten Weltkrieg war Homécourt Grenzort zum Deutschen Kaiserreich. Mit dem Ende des 19. Jahrhunderts setzte der Bergbau in Homécourt ein. Mit dem Abbau von Eisenerz siedelte sich die Montan- und Stahlindustrie in der Gemeinde an. Mit der zweiten Hälfte des 20. Jahrhunderts setzte dann der Niedergang der Industrie ein.

## Bevölkerungsentwicklung
| Jahr      | 1962   | 1968   | 1975   | 1982 | 1990 | 1999 | 2006 | 2019 |
| Einwohner | 10.245 | 10.616 | 10.156 | 8220 | 7088 | 6817 | 6551 | 6267 |

## Kultur und Sehenswürdigkeiten
Die archäologischen Funde einer fränkischen Nekropole finden sich heute im Museum von Metz.
Weitere Sehenswürdigkeiten sind die Ruinen der Burg Riste aus dem 12. Jahrhundert und das Schloss Homécourt aus dem Ende des 19. Jahrhunderts.
Die Pfarrkirche Nativité de la Vierge wurde 1828 errichtet. Neben ihr bestehen noch die ehemalige Kapelle der Arbeiter und die Kapelle Saint-Paul.

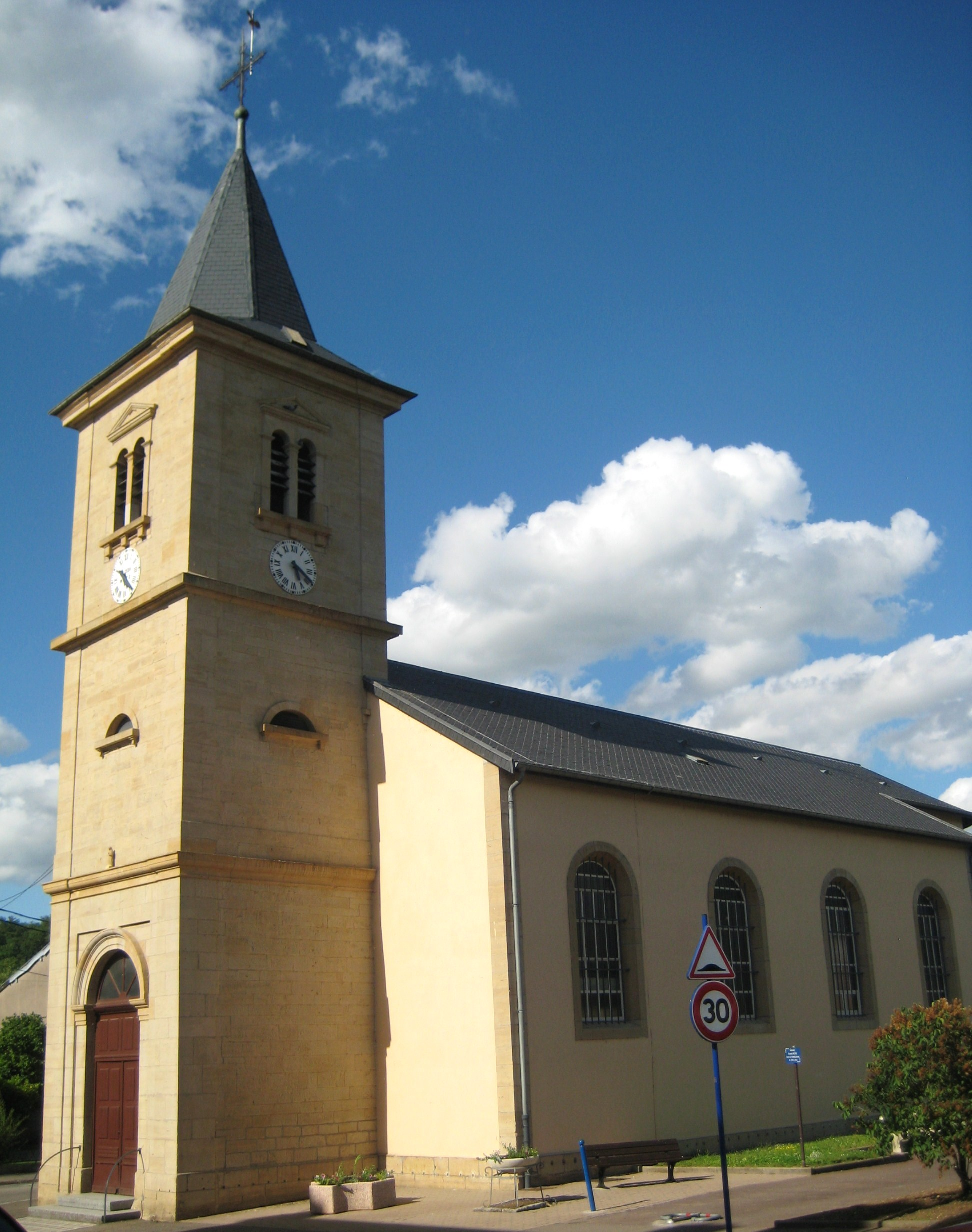
Pfarrkirche Mariä Geburt (Nativité de la Vierge)
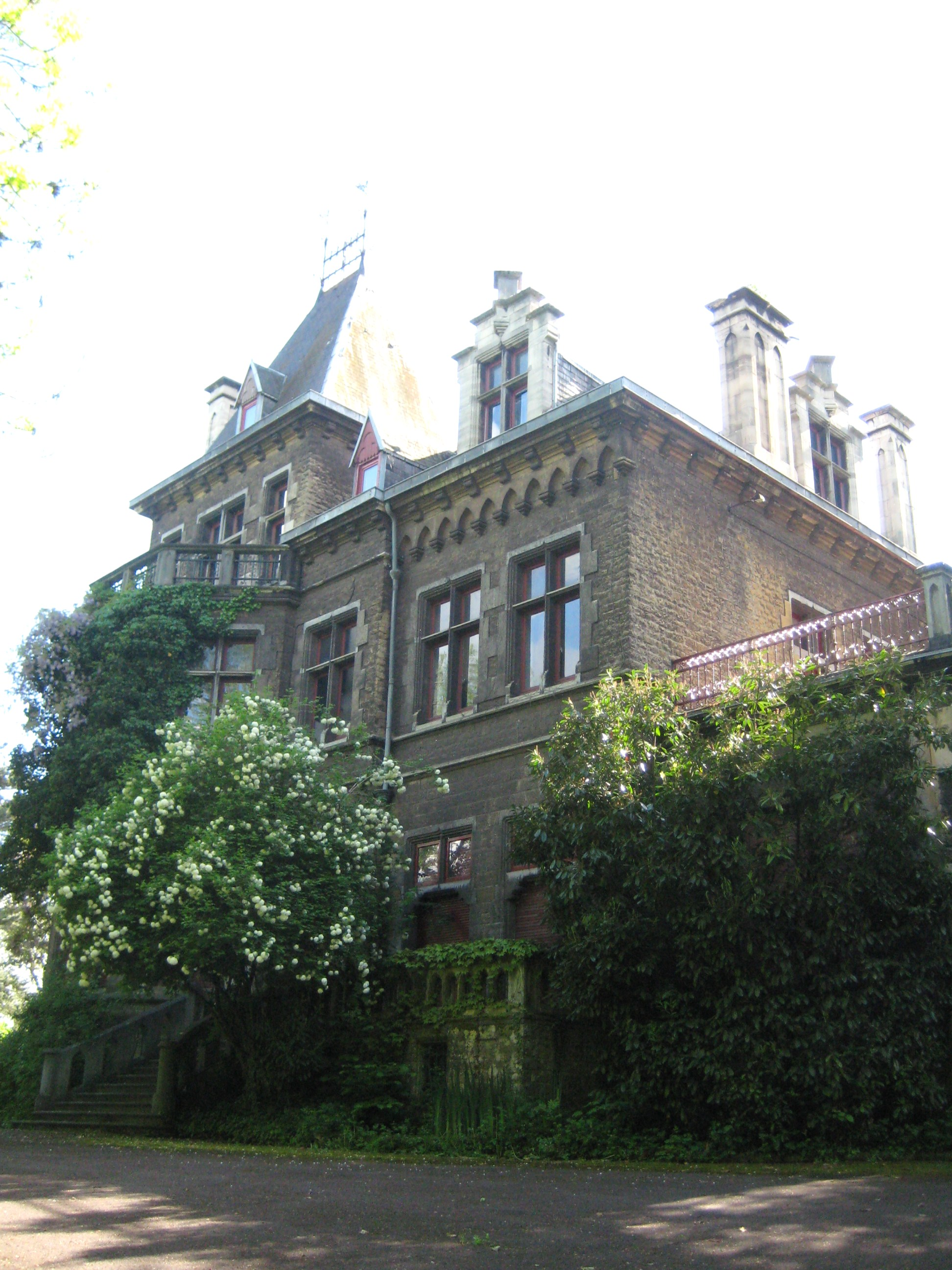
Schloss Homécourt
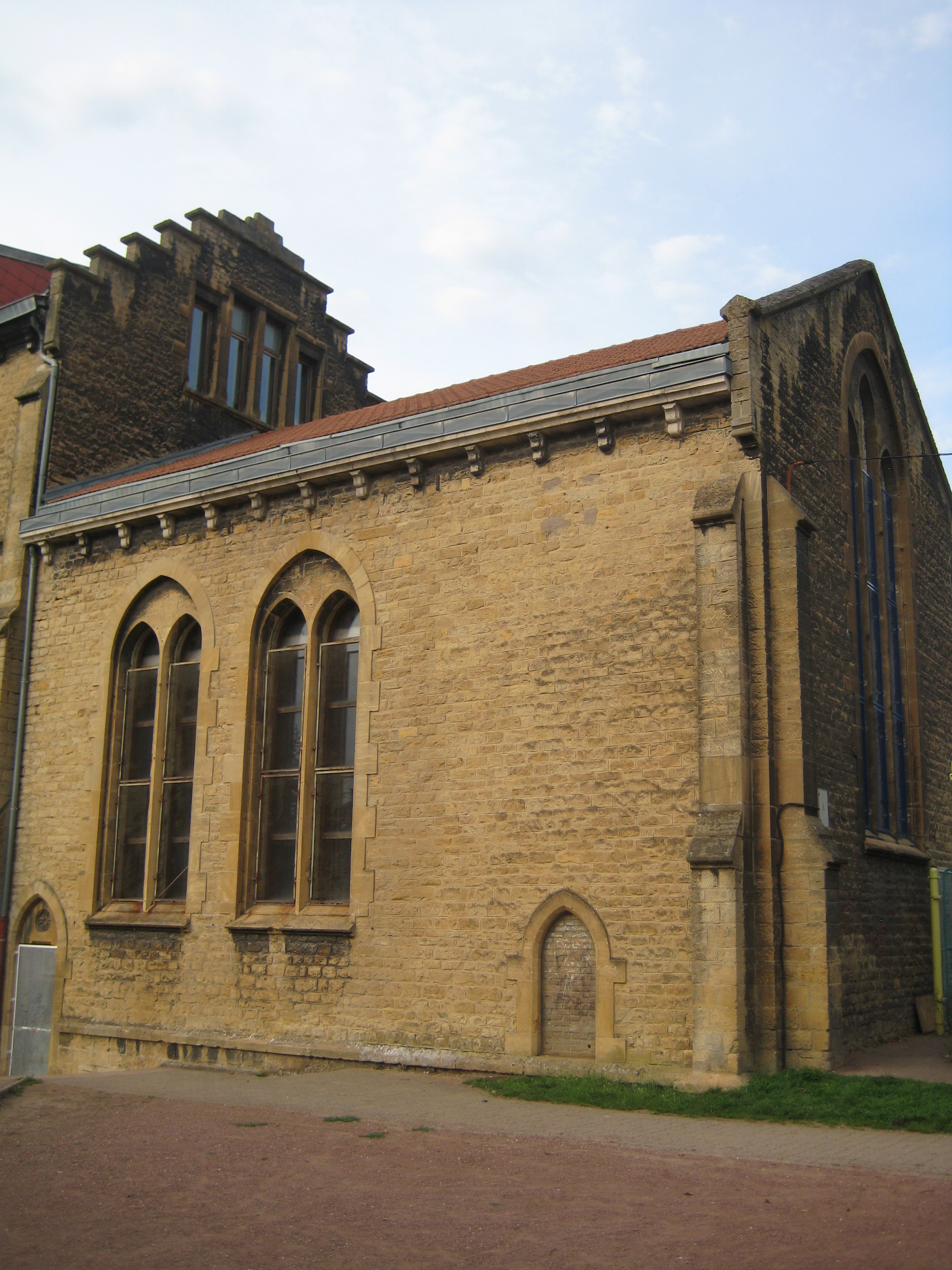
Kapelle der Bahnarbeiter
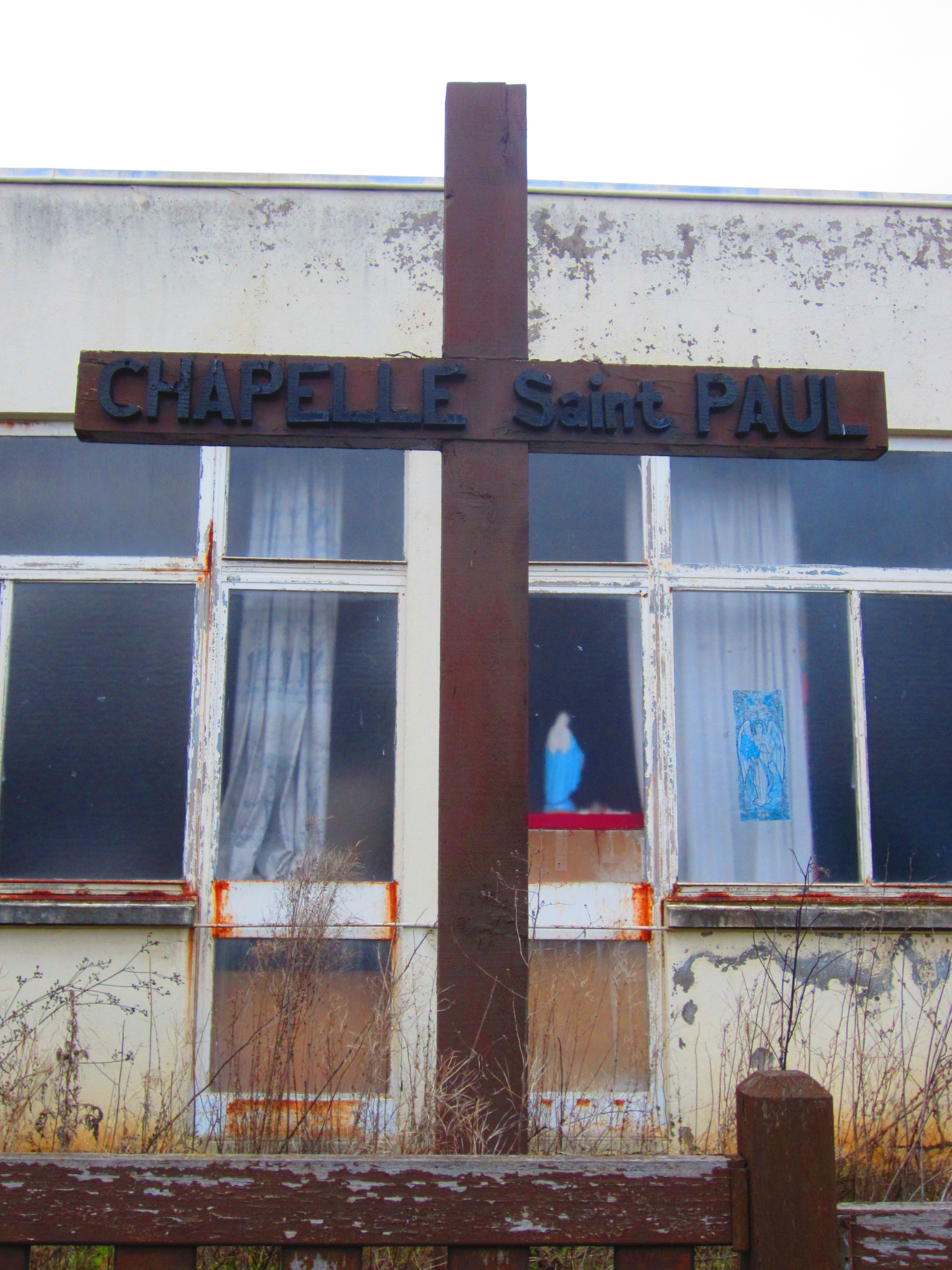
Kapelle Saint-Paul
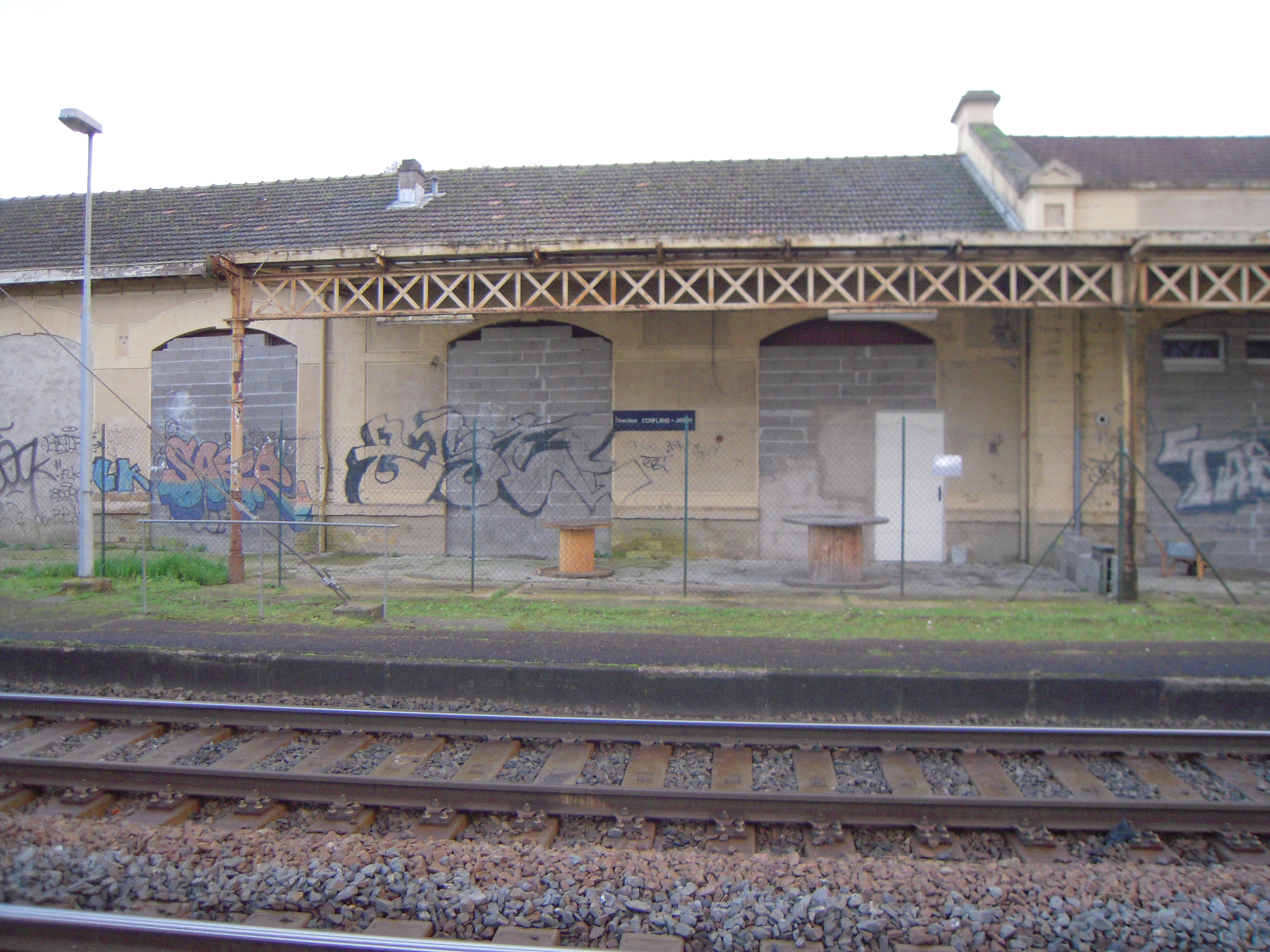
Bahnhaltepunkt Homécourt

## Verkehr
Der Haltepunkt Homecourt liegt an der Bahnstrecke Saint-Hilaire-au-Temple–Hagondange.